# Tatyana Sadovskaya
Pour les articles homonymes, voir Sadovskaya.
Tatyana Sadovskaya, née le 3 avril 1966, est une ancienne escrimeuse soviétique spécialiste du fleuret. Elle remporte la médaille de bronze en fleuret féminin individuel aux Jeux de 1992.

## Carrière
Elle est médaillée d'argent en fleuret par équipes lors des Championnats du monde en  1989, 1990 et 1991. Lors de ces derniers Mondiaux, elle remporte aussi la médaille de bronze en fleuret individuel.
Alors qu'elle est membre de l'Équipe unifiée, Tatyana Sadovskaya remporte la médaille de bronze du concours individuel féminin en fleuret lors des Jeux olympiques d'été de 1992 battant la Française Laurence Modaine-Cessac en petite finale. Elle termine également 4e du concours par équipes.
En 2009, aux Championnats du monde vétérans à Balatonfüred (Hongrie), elle est médaillée d'or en fleuret.